# Yuriy Nikitin
Pour les articles homonymes, voir Nikitin.
Yuriy Viktorovych Nikitin (en ukrainien : Юрій Вікторович Нікітін), né le 15 juillet 1978 à Kherson, est un gymnaste trampoliniste ukrainien. 

## Palmarès et classements

### Jeux olympiques
- Athènes 2004
  -  Médaille d'or en trampoline.

- Pékin 2008
  - 5e en trampoline.

- Londres 2012
  - 14e en trampoline.